# Sebald Heyden

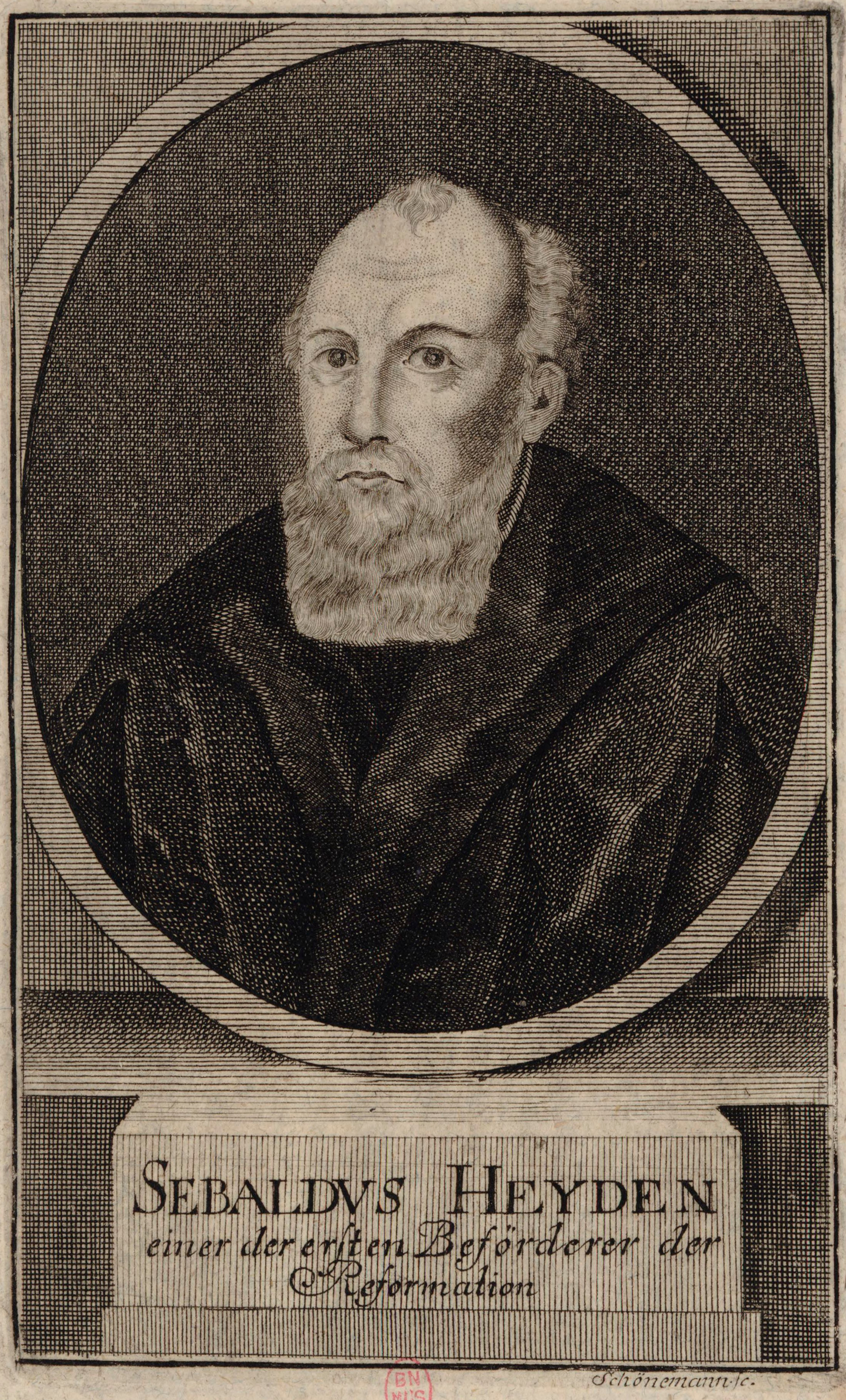
Sebald Heyden

Sebald Heyden, auch Haiden oder Heiden (* 8. Dezember 1499 in Bruck (heute Stadtteil von Erlangen); † 9. Juli 1561 in Nürnberg) war ein deutscher Schriftsteller, Musiker, Kantor, geistlicher Dichter, Musiktheoretiker und Schulleiter der Renaissance.

## Leben und Wirken
Sebald Heyden kam mit seinen Eltern kurz nach seiner Geburt nach Nürnberg; hier besuchte er von 1505 bis 1509 die Schule von St. Lorenz. Von seinem Lehrer Johann Cochlaeus, der seit 1509 Rektor dieser Schule war, wurde er als außergewöhnlicher Schüler bezeichnet. Von 1509 bis 1512 wurde Heyden an der Nürnberger St.-Sebald-Schule unterrichtet; ab 1513 schrieb er sich an der Universität Ingolstadt zum Studium ein. Dort erreichte er im Jahr 1519 den akademischen Grad eines Magisters. Anschließend wirkte er noch in diesem Jahr jeweils für kurze Zeit als Lehrer in Knittelfeld (Steiermark) und in Bruck an der Mur sowie als Kantor in Leoben und kehrte noch im gleichen Jahr nach Nürnberg zurück, wo er bis zu seinem Lebensende blieb. Hier wurde er noch in demselben Jahr zum Kantor an der Spitalkirche zum Heiligen Geist ernannt und zwei Jahre später zum Rektor der zugehörigen Schule; in dieser Zeit nahm er die lutherische Konfession an. 1525 wurde er dann Rektor der Schule von St. Sebald.
Heyden setzte sich nach seinem Übertritt tatkräftig für die Reformation in Nürnberg ein. Eine Salve-Regina-Antiphon, ursprünglich für den Nürnberger Reichstag bestimmt, dichtete er im Jahr 1523 auf Christus um (Erstellung einer Kontrafaktur); dies führte zu heftigen Angriffen seitens der römischen Kirche, speziell durch Kaspar Schatzgeyer vom Nürnberger Barfüßer-Kloster. Daraufhin wurde das Salve Regina noch im gleichen Jahr an der Sebalduskirche verboten und im folgenden Jahr auch an St. Lorenz. Der Nürnberger Stadtrat beauftragte Sebald Heyden, die Religionsgespräche von 1525 zu organisieren. In späteren Jahren geriet er in Schwierigkeiten wegen seiner Neigung zur calvinistischen Auffassung des christlichen Abendmahls; sie brachte ihm viele Gegner ein. Von den musikalischen Aktivitäten Heydens ist nur wenig überliefert. Der Nürnberger Ratsherr und Patrizier Hieronymus Baumgartner, dem alle musiktheoretischen Schriften Heydens gewidmet sind, hat offenbar Heydens Beziehung zu Ludwig Senfl vermittelt; mit letzterem und mit Georg Forster war er persönlich bekannt. In den 1550er Jahren stellte er viele Zeugnisse für Musiker und Pädagogen aus.

## Bedeutung
Sebald Heyden verfasste als überzeugter Anhänger der Reformation zahlreiche theologische und pädagogische Schriften; auch seine Traktate zur Musiktheorie waren schon zu seinen Lebzeiten sehr beliebt und stark verbreitet. Die hier enthaltenen Definitionen und Beispiele, auch ganze Kapitel, wurden teilweise bis ins 17. Jahrhundert verwendet. Heydens Lehrsätze sind beispielsweise bei Heinrich Glarean, Ambrosius Wilfflingseder, Gr. Faber, Gallus Dressler und Johann Crusius sowie in den Schriften von anderen Autoren anzutreffen. Von Heyden stammen drei Traktate aus der Tradition der Schulmanuale; in praxisnaher Form und auf einfache und anschauliche Weise behandeln sie z. B. die Notation von Musik und die Solmisation. Im Jahr 1529 erschien davon das erste gedruckte Werk, welches heute als verschollen gilt. In vermutlich überarbeiteter Form kam es drei Jahre später unter dem neuen Titel Musicae stoicheōsis heraus. Hier beschreibt der Autor ausschließlich mehrstimmige Musik (Musica figurata), während er die Musica simplex abwertend beurteilt, „weil sie keinen Nutzen für die Jugend“ hätte. Außer den wichtigsten Aspekten der Mehrstimmigkeit bringt Heyden hier die Darstellung der Mensuralnotation, also die Funktion von Noten, die sogenannten perfekten und imperfekten Werte sowie die Augmentation und Diminution von Notenwerten, insgesamt aber ohne praktische Beispiele.
Verständlicher ist das zweite Traktat von 1537 mit seiner Kompositionslehre; enthalten sind hier ungewöhnlich viele Notenbeispiele zeitgenössischer Meister, und zwar von Josquin, Jacob Obrecht, Pierre de la Rue, Heinrich Isaac, Antoine Brumel und Johannes Ghiselin. Im Jahr 1540 kam von diesem Traktat eine überarbeitete Fassung mit stark erweitertem Umfang heraus, in welchem insbesondere die praktischen Beispiele von Ghiselin und Obrecht erheblich zahlreicher vertreten sind. Von Musikwissenschaftlern wird vermutet, dass hier einige anonyme Beispiele von Sebald Heyden selbst stammen.
Heydens Formulae Puerilium Colloquiorum gehören zu den weitestverbreiteten Gesprächsbüchern für den Lateinunterricht. Das Schulbuch entstand vermutlich Anfang 1526 nach dem Vorbild der Familiarum colloquiorum formulae (1518) des Erasmus von Rotterdam. In 27 Dialogen, die die Lebenswelt der Schüler der unteren Jahrgänge aufgreifen sollen, werden einfache Sätze vermittelt – lateinisch und deutsch parallel. Schon 1527 wurde das Werk in Erfurt und Krakau gedruckt; die Krakauer Ausgabe erweiterte den Text um polnische und ungarische Übersetzungen. Heydens Formulae waren in den folgenden Jahrzehnten in weiten Teilen Mitteleuropas erfolgreich. Ende des 16. Jahrhunderts ging die Zahl der Nachdrucke zwar zurück, aus dem 18. Jahrhundert sind aber immerhin noch 14 Ausgaben bekannt. Insgesamt sind mindestens 135 verschiedene Drucke erhalten. Etwa zwei Drittel dieser Drucke sind zweisprachig, die übrigen drei- bis fünfsprachig. An einer digitalen Edition der Publikationsgeschichte der Formulae Puerilium Colloquiorum wird gearbeitet.

## Werke
- Texte zu Kirchenliedern
  - »Als Jesus Christus, unser Herr, wußt’, dass sein’ Zeit«
  - »Christus, Gottes Sohn, unser Herr«
  - »Gott, du Hirt Israels, merk auf« (möglicherweise auch die Melodie von Sebald Heyden)
  - »Gott, unser Stärk’ und Zuversicht«
  - »Herr Gott, dein’n Namen ruf’n wir an« (möglicherweise auch die Melodie von Sebald Heyden)
  - »Ich glaub’ an den allmächtigen Gott«
  -  »O Mensch, bewein’ dein Sünde groß« (nach der gleichen Melodie von Matthias Greitter: »Es sind doch selig alle, die im rechten Glauben wandeln hie«)
  - »Wer in dem Schutz des Höchsten ist«
- Schriften (die nicht-musikalischen Schriften bei A. Kosel, 1940)
  - Rudimenta [Institutiones musicae], Nürnberg 1529, verloren, 2. Auflage als Musicae stoicheōsis, Nürnberg 1532, bei Friedrich Peyus
  - Musicae, id est, artis canendi libri duo, Nürnberg 1537 bei Johann Petreius, überarbeitet als De arte canendi, ac vero signorum in cantibus usu, libri duo, Nürnberg 1540.